# Lophosticha
Lophosticha là một chi bướm đêm thuộc họ Geometridae.